# NGC 403
NGC 403 ist eine linsenförmige Galaxie vom Hubble-Typ S0/a im Sternbild Fische auf der Ekliptik. Sie ist schätzungsweise 234 Millionen Lichtjahre von der Milchstraße entfernt und hat einen Durchmesser von etwa 130.000 Lichtjahren. Gemeinsam mit 21 weiteren Galaxien ist sie Mitglied der NGC 452-Gruppe (LGG 18).
Im selben Himmelsareal befinden sich u. a. die Galaxien NGC 392, NGC 397, NGC 398, NGC 399.
Das Objekt wurde am 29. August 1862 von dem deutsch-dänischen Astronomen Heinrich Ludwig d’Arrest entdeckt.